# ريتشارد مونتجومري
ريتشارد مونتجومري (بالإنجليزية: Richard Montgomery)‏ هو سياسي أمريكي، ولد في 24 أكتوبر 1946 في سيفيرفيل في الولايات المتحدة. حزبياً، نشط في الحزب الجمهوري. وقد انتخب عضو مجلس نواب تينيسي.